# Aldoza 1-dehidrogenaza
Aldoza 1-dehidrogenaza (EC 1.1.1.121, aldozna dehidrogenaza, dehidrogenaza, D-aldoheksoza) je enzim sa sistematskim imenom D-aldoza:NAD+ 1-oksidoreduktaza. Ovaj enzim katalizuje sledeću hemijsku reakciju
-aldoza + NAD+ {\displaystyle \rightleftharpoons } D-aldonolakton + NADH + H+
Aldozna 1-dehidrogenaza deluje na D-glukozu, 2-dezoksi- i 6-dezoksi-D-glukozu, D-galaktozu, 6-dezoksi-D-galaktozu, 2-dezoksi-L-arabinozu i D-ksilozu.

## Literatura
- Nicholas C. Price; Lewis Stevens (1999). Fundamentals of Enzymology: The Cell and Molecular Biology of Catalytic Proteins (Third изд.). USA: Oxford University Press. ISBN 019850229X.
- Eric J. Toone (2006). Advances in Enzymology and Related Areas of Molecular Biology, Protein Evolution (Volume 75 изд.). Wiley-Interscience. ISBN 0471205036.
- Branden C; Tooze J. Introduction to Protein Structure. New York, NY: Garland Publishing. ISBN 0-8153-2305-0.
- Irwin H. Segel. Enzyme Kinetics: Behavior and Analysis of Rapid Equilibrium and Steady-State Enzyme Systems (Book 44 изд.). Wiley Classics Library. ISBN 0471303097.
- William P. Jencks (1987). Catalysis in Chemistry and Enzymology. Dover Publications. ISBN 0486654605.

## Spoljašnje veze
- Aldose+1-dehydrogenase на 